# Koninklijke dochter
Koninklijke dochter (s3t-niswt), koninklijke dochter van zijn lichaam (s3t-niswt-nt-kht.f), en koninklijke dochter van zijn lichaam, zijn geliefde  (s3t-niswt-nt-kht.f-meryt.f) waren koninklijke titels die aan het hof van het oude Egypte werden verleend aan vertegenwoordigsters van de vrouwelijke zijde van het faraoschap, om hen te onderscheiden en aldus hun status te bevestigen. 
Niet alle koninklijke dochters waren van Egyptische origine.
De drie onderscheiden titels worden geattesteerd vanaf de 4e dynastie van Egypte. De eerste twee bleven in voege tot de 6e dynastie van Egypte, en worden eveneens van de 11e tot de 12e dynastie van Egypte geattesteerd. Van die twee komt ook de basistitel koninklijke dochter van de 17e tot de 20e dynastie van Egypte voor.
De derde titel, koninklijke dochter van zijn lichaam, zijn geliefde, lijkt op een nominaal fictief huwelijk te wijzen teneinde dynastieke belangen veilig te stellen en verschijnt als dusdanig opnieuw in de 18e dynastie van Egypte maar schijnt daarna niet meer voor te komen. Met name vanaf deze 18e dynastie lijkt een tijdelijk teruggrijpen naar de oudste dynastieke titels en tradities opnieuw courant te zijn geworden.
In de 4e dynastie komt eveneens de titel van oudste koninklijke dochter (s3t-niswt-nt-ht.f-smswt) voor. En in de 6e is dat oudste koninklijke dochter van zijn lichaam (s3t-niswt-smswt-n-kht.f).
Ook een andere, specifieke variant van de basistitel komt als dochter van de dubbele koning Khufu (s3t-niswt-bit-khwfw) voor in de 4e dynastie alleen en verwijst duidelijk naar de tijd van Choefoe. En de variant dochter van de koning van Opper- en Beneden- Egypte (s3t-niswt-biti) treft men aan in de 6e dynastie.